# Hausorgel

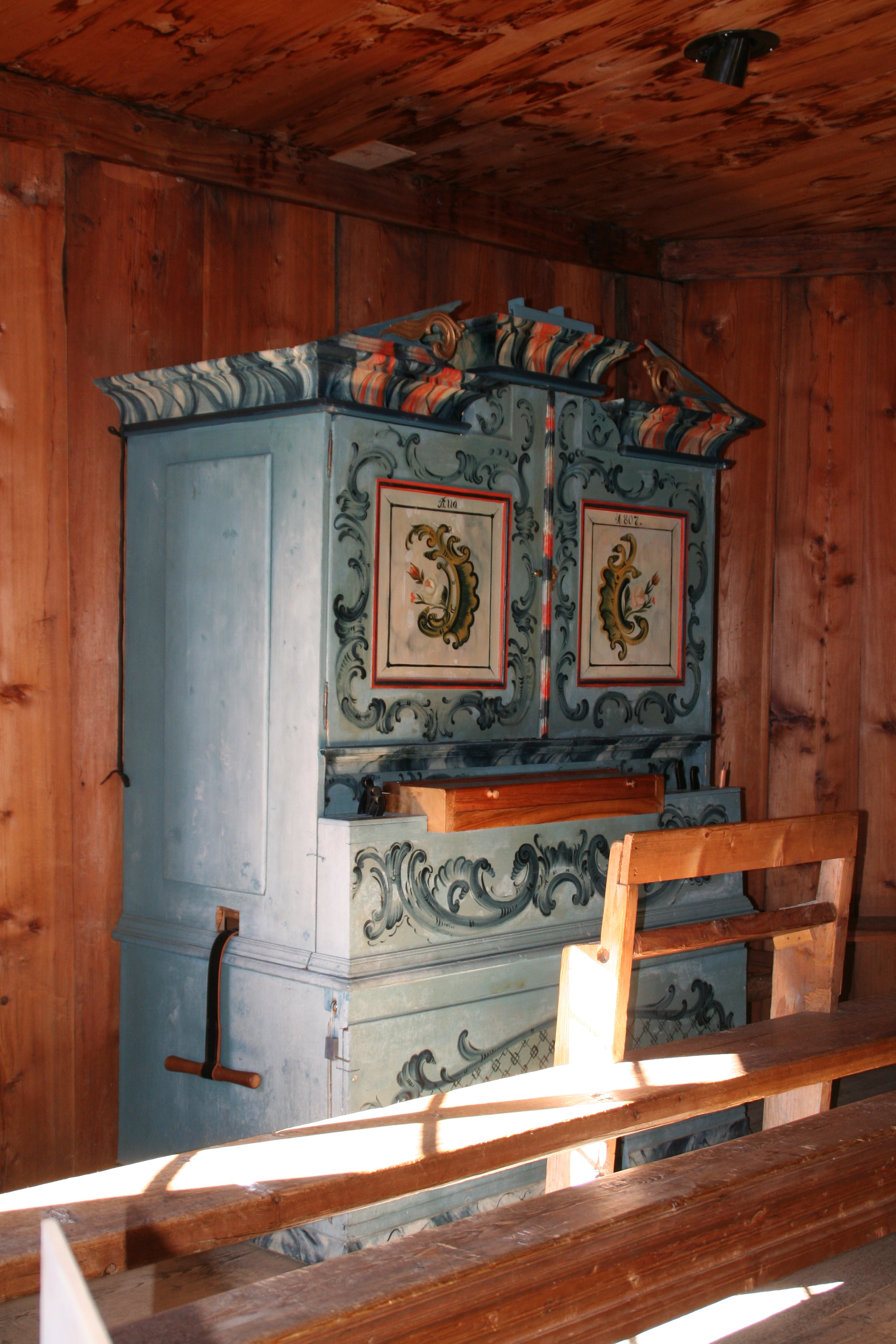
Toggenburger Hausorgel in der Kirche Obermutten

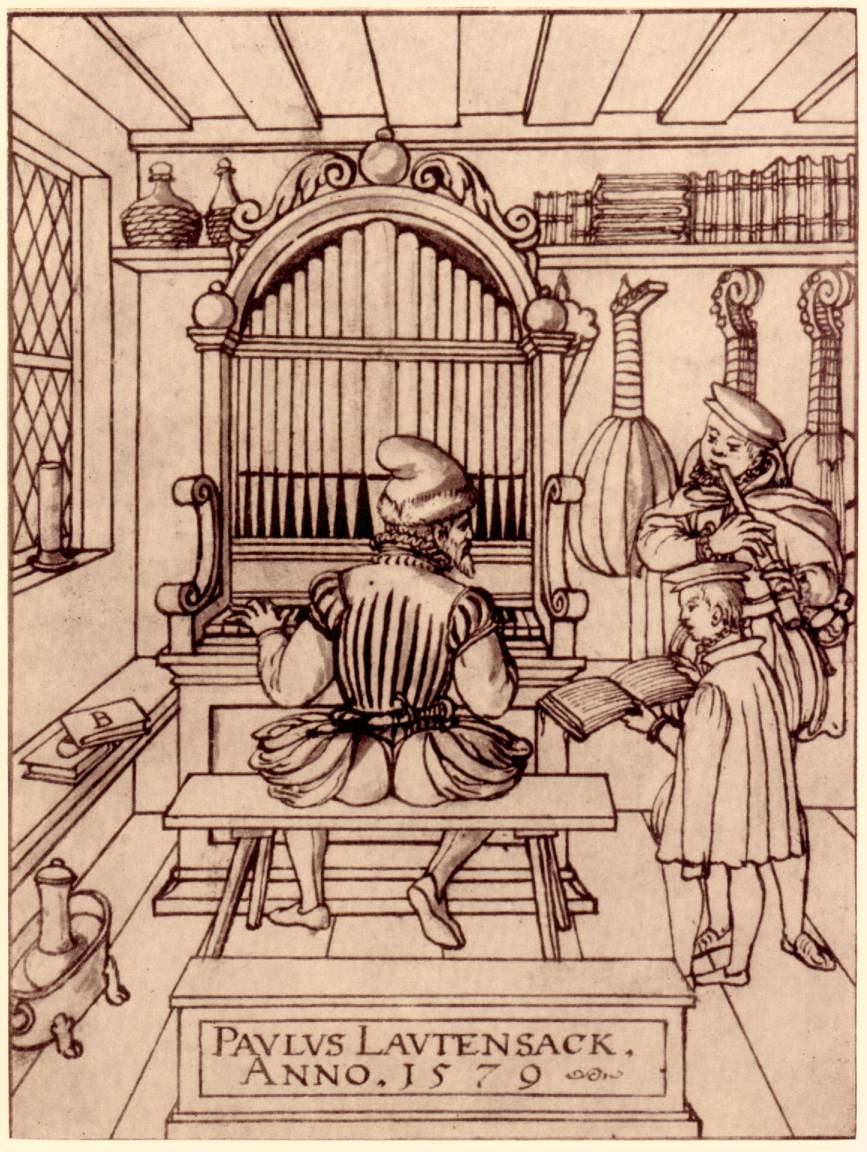
Paul (III.) Lautensack an seiner Hausorgel, einem Orgelpositiv ohne Pedal, 1579

Unter einer Hausorgel versteht man eine meist kleinere Pfeifenorgel (im Gegensatz zur Heimorgel), die sich in einem Wohnhaus (bis hin zum Schloss) oder einem vergleichbaren Gebäude befindet. Prinzipiell wird unter „Hausorgel“ oft, im Gegensatz zum Positiv, ein fest eingebautes Instrument verstanden; in der Praxis werden oft auch schrankartige Hausorgeln gerade so benannt. Bedingt durch den im Vergleich zu Kirchen, Konzertsälen und vergleichbaren Räumen wesentlich kleineren Aufstellungsraum ergeben sich besondere konstruktive Notwendigkeiten. Insbesondere benötigen die Pfeifen wesentlich weniger Klangvolumen. Dabei sollen die typischen Klangfarben der Register jedoch so weit wie möglich erhalten bleiben.
Der begrenzte Platz erfordert eine sehr kompakte Bauweise. So müssen die längsten Pfeifen eines eventuell vorhandenen offenen 8′-Registers oder gedeckten 16′-Registers unter Umständen liegend eingebaut werden oder sie werden gekröpft ausgeführt. Beim gedeckten 16′-Register werden oft nur die 12 tiefsten Pfeifen gebaut und für die höheren Töne per Oktavextension die Pfeifen von einem gedeckten 8′-Register verwendet. Bei einem offenen 8′-Register werden die tiefsten Töne alternativ als Gedackt, Rohrflöte oder Spitzgedackt ausgeführt oder für diese Töne werden die Pfeifen eines gedeckten 8′-Registers genutzt, d. h. diese Pfeifen werden sowohl vom offenen 8′-Register als auch vom gedeckten 8′-Register benutzt. Bei Zungenregistern mit voller Becherlänge wird die tiefste Lage häufig mit halber Becherlänge ausgeführt, wofür neben Platzgründen oft auch klangliche Gründe sprechen.
Im einfachsten Fall verfügt die Hausorgel nur über ein Manual mit wenigen Registern, ein Pedal wird dann nur angehängt. Meist verfügen Hausorgeln  über ein bis zwei Manuale mit je zwei bis zehn Registern und ein Pedal mit ein bis zwei Registern. Die sinnvolle Obergrenze liegt bei etwa 20 Registern verteilt auf zwei Manuale und Pedal. Zur Erweiterung der Klangmöglichkeiten werden bei kleineren Instrumenten die Manualregister häufig in Bass und Diskant aufgeteilt.